# Sekundærrute 151
Sekundærrute 151 er en 86 km lang sekundærrute, der løber fra København langs Køge Bugt gennem Køge og ender lidt nordøst for Vordingborg. Ruten slutter i rundkørslen med Mønsvej / Brovejen / Københavnsvej nordøst for Vordingborg, hvor man kan køre mod Møn, Næstved / Falster eller ind til centrum af Vordingborg. 
Sydover løber strækningen igennem Valby, Hvidovre, Brøndby Strand, Vallensbæk Strand, Ishøj, Hundige Strand, Greve Strand, Mosede Strand, Karlslunde, Solrød Strand, Jersie Strand, Ølby Lyng, Køge, Hastrup, Herfølge, Dalby, Rønnede, Engelstrup, Tappernøje, Ørslev, og derefter Vordingborg.
Ruten hed engang Hovedvej 2 før motorvejene blev anlagt. Den hovedvej gik fra Rådhuspladsen i København til Gedser, men løber i dag nogenlunde parallelt med Køge Bugt Motorvejen og Sydmotorvejen.
Fra lige syd for Køge går vejen næsten lige ud helt til Vordingborg, en strækning på knap 50 km.